# Clotilde Flaugère
Pas d'image ? Cliquez ici

a Compétitions nationales et continentales officielles uniquement.

b Matchs officiels uniquement.
Clotilde Flaugère, née le 22 février 1980, est une joueuse internationale française de rugby à XV occupant principalement le poste de deuxième ligne.

## Biographie
Clotilde Flaugère commence le rugby à XV à Hong Kong à quatorze ans pendant quatre ans avant de rentrer en France à dix-huit ans après l'obtention de son baccalauréat. Étudiante à Lyon, elle rejoint alors les Violettes bressanes à Bourg-en-Bresse de 1999 à 2004, avant de rejoindre le Rugby féminin Dijon Bourgogne puis le Montpellier Rugby Club en 2009.
Elle joue deuxième ligne mais est également parfois utilisée au poste de pilier.
Sa première cape internationale est contre l'Irlande en 2001. Elle fait partie de l'équipe de France disputant notamment les Coupes du monde 2002 et 2006.
Elle est professeur des écoles.
À l'issue de la saison 2019-2020, elle prend sa retraite sportive.

## Palmarès

### En club

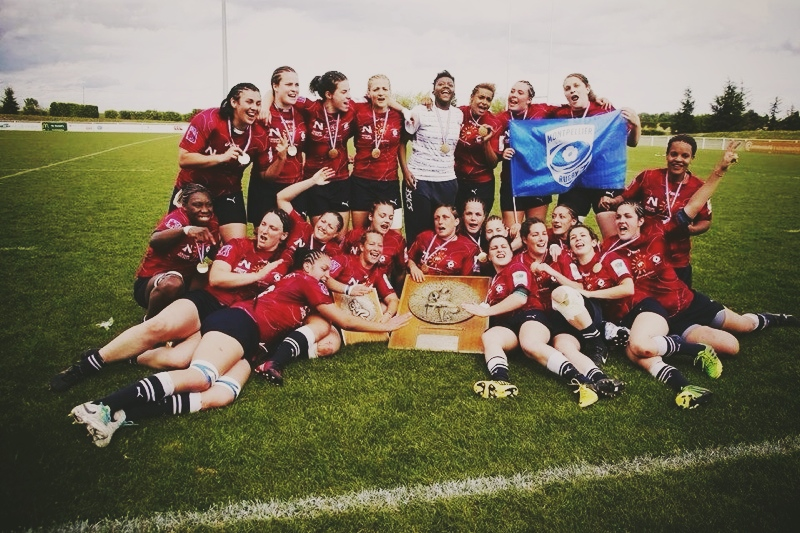
Les Coccinelles de Montpellier, championnes de France 2014.

- Vainqueur du Championnat de France en 2013, 2014[4],[5], 2015, 2017[6], 2018 et 2019 avec le Montpellier RC.

### En équipe nationale
- Vainqueur du Tournoi des Six Nations en 2002 (Grand Chelem), 2004 (Grand Chelem) et 2005 (Grand Chelem) avec l'équipe de France.
- Troisième de la Coupe du monde en 2002 et 2006 avec l'équipe de France.